# 李勇煥
李 勇煥（リ・ヨンファン、朝鮮語: 리용환）は、朝鮮民主主義人民共和国の軍人、政治家。第5軍団長、朝鮮労働党中央委員会委員。朝鮮人民軍における軍事称号（階級）は上将。

## 経歴
出生地や生年月日は不明。2001年5月に金正日総書記が砲兵部隊を視察した際には、朝鮮人民軍中将として出迎えた。その後上将に昇進し、2006年6月には朝鮮人民軍親善参観団を率いて中国を訪問し、梁光烈人民解放軍総参謀長と会談した。
2010年5月には第5軍団長に就任していたことが判明し、同年9月28日に開催された朝鮮労働党第3回党代表者会で朝鮮労働党中央委員会委員候補に選出され、2011年12月17日に金正日総書記が死去した際には、国家葬儀委員会委員に選ばれた。2012年2月16日の金正日総書記の誕生日である「光明星節」に際して、金正日勲章を受賞した。2014年3月9日に実施された最高人民会議第13期代議員選挙で代議員に再選され、2016年5月9日に開催された朝鮮労働党第7次大会で朝鮮労働党中央委員会委員に選出された。
2019年3月10日に実施された最高人民会議第14期代議員選挙で再選を果たした。